# Paloma blanca (canción de George Baker)
Paloma Blanca, a menudo también llamada Una Paloma Blanca, es una canción escrita por el músico holandés George Baker y perteneciente a su banda George Baker Selection. Forma parte del álbum del mismo nombre y fue el primer sencillo de difusión. Fue un éxito rotundo en toda Europa en el año 1976. En los Estados Unidos, la canción se convirtió en un éxito n.º 1 en la lista Billboard Easy Listening Singles el 14 de febrero de 1976 (convirtiéndose en la canción n.º 1 general de esa lista para 1976), y alcanzó el n.º 26 en el Billboard Hot 100 y alcanzó n.º 33 en la lista Billboard Hot Country Singles. En Canadá y el Reino Unido, "Paloma Blanca" alcanzó el puesto número 10, y en Australia, alcanzó el número 2. La canción vendió más de dos millones de copias en todo el mundo. [2]

## Historia
La canción se convirtió en un hit número uno en la Billboard Easy Listening Singles a principios de 1976 (convirtiéndose en la canción número 1 de ese año y alcanzó el puesto número 26 en la Billboard Hot 100, así como alcanzar un máximo de número treinta y tres en Hot Country Singles charts.) La canción se caracteriza por contener una mezcla de inglés y español (idioma comúnmente llamado spanglish) y su título original iba a ser Blanca paloma.

## Interpretación
Baker ha sido citado diciendo que la canción es acerca de «un agricultor pobre de América del Sur que trabaja duro todo el día y luego se sienta cerca de un árbol y sueña con ser un pájaro blanco que vuela hacia la libertad».

## Posiciones en los charts
| País                | Entidad                                    | Posición |
| ------------------- | ------------------------------------------ | -------- |
| Australia Australia | Kent Music Report                          | 2        |
| Austria             | Ö3 Austria Top 40                          | 1        |
| Bélgica             | VRT Top 30 Flanders                        | 1        |
| Canadá              | RPM                                        | 10       |
| Canadá              | Canadá Country RPM                         | 36       |
| Europa              | Eurochart Hot 100                          | 1        |
| Finlandia           | Suomen virallinen lista                    | 1        |
| Alemania            | Media Control AG                           | 1        |
| Italia              | FIMI                                       | 12       |
| Países Bajos        | Dutch Top 40                               | 1        |
| Nueva Zelanda       | Recorded Music NZ                          | 1        |
| Noruega             | VG-lista                                   | 1        |
| Suecia              | Sverigetopplistan                          | 1        |
| Suiza               | Schweizer Hitparade                        | 1        |
| Reino Unido         | The Official Charts Company                | 10       |
| Estados Unidos      | US Billboard Hot 100                       | 26       |
| Estados Unidos      | US Billboard Hot Adult Contemporary Tracks | 1        |
| Estados Unidos      | US Billboard Hot Country Singles           | 33       |